# Myzia oblongoguttata
Espèce
Myzia oblongoguttata est une espèce d'insectes coléoptères de la famille des Coccinellidae se nourrissant exclusivement de pucerons de conifères.